# Anna Schiener
Anna Schiener (* 11. Mai 1955; † 22. Juni 2014) war eine deutsche Historikerin und Sachbuchautorin.

## Biografie
Anna Schiener studierte an der Friedrich-Alexander-Universität Erlangen-Nürnberg, wo sie die Studienzweige Geschichte, Alte Sprachen und Archäologie belegte. Mit ihrer Promotion erlangte sie den Titel Dr. phil. Danach war sie als freiberufliche Historikerin und Buchautorin tätig und hatte ihren Lebensmittelpunkt in der Nähe von Nürnberg. Schiener starb 2014 im Alter von 59 Jahren.

## Publikationen (in Auswahl)
- Markgräfin Amalie von Baden (1754–1832). Verlag Friedrich Pustet, Regensburg 2007, ISBN 978-3-7917-2046-3.
- Kleine Geschichte Frankens. Verlag Friedrich Pustet, Regensburg 2008, ISBN 978-3-7917-2847-6.

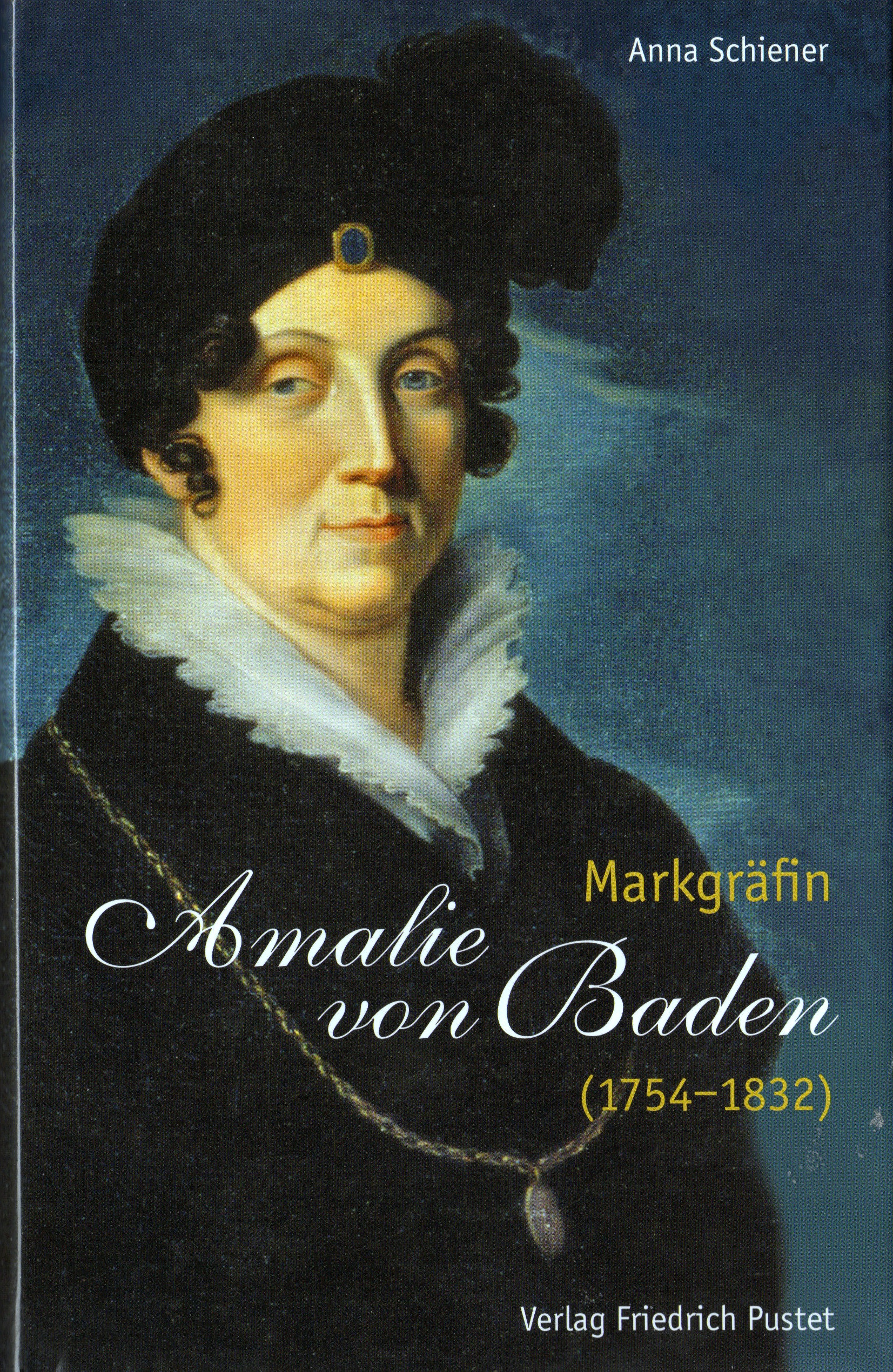
Markgräfin Amalie von Baden (1754–1832)

- Der Fall Kaspar Hauser. Verlag Friedrich Pustet, Regensburg 2010, ISBN 978-3-7917-2247-4.
- Albrecht Dürer: Genie zwischen Mittelalter und Neuzeit. Verlag Friedrich Pustet, Regensburg 2011, ISBN 978-3-7917-2357-0.
- Die städtische Sparkasse Amberg im 19. Jahrhundert. Verlag Friedrich Pustet, Regensburg 2012, ISBN 978-3-939112-69-3.
- Kleine Geschichte der Oberpfalz. Verlag Friedrich Pustet, Regensburg 2016, ISBN 978-3-7917-2325-9.